# Бобковы
Бобковы — дворянский род.
Александр Бобков вступил в службу в 1776 году. 03.04.1786 произведен коллежским асессором, и находясь в сем чине, пожалован 10.03.1789 на дворянское достоинство Дипломом, с коего копия хранится в Герольдии.
Николай Бобков был высшим офицером в армии Российской Империи. Родился 27.07.1851 года в Санкт-Петербурге. Он женился на Мария Алексеевна Митрофанова.
Он был высшим офицером и инспектором оружия корпуса кавказской армии. Награжден орденом Святого Владимира 4-й степени, орденом Святой Анны 2-й и 3-й степени, орденом Святого Станислава 2-й и 3-й степени, серебряной медалью времен правления императора Александра III.
Назначен подполковником по благодарности Его Величества Царя Николая II за оказанные услуги 06.12.1895 года. Затем награжден 26.02.1896 года после пяти лет службы в Туркестане.
Назначен высшим офицером, инспектором оружия корпуса кавказской армии 25.05.1899 года. Он был последним дворянином династии Бобков перед российской революцией.
Во время революции в России династия Бобков разделилась и стала расколотой. Одна часть осталась поддерживать белую армию против большевиков (коммунистов), а другая часть решила покинуть Россию. Тогда дети в возрасте от 16 до 30 лет, в том числе Ольга Николаевна Бобкова, отправились в порт Севастополя (Крым) на корабле "Кронштадт", который доставил их в изгнание...
Они прибыли в Тунис во французскую колонию, так как Европа была все еще во время первой мировой войны. Именно в Тунисе благородная Ольга Николаевна Бобкова встретила молодого француза. Русская благородная женщина вышла замуж за молодого француза без какой-либо престижной родословной из среднего класса.
Потомки династии Бобковы (Бобкофф) в настоящее время живут во Франции.

## Описание герба
Щит разделён перпендикулярно на две части, из коих в левой в голубом поле изображены крестообразно
две Шпаги остриями обращённые вверх; в правой части в золотом поле из облака выходящая Рука, держащая Карту.
Щит увенчан дворянскими шлемом и короной. Нашлемник: три страусовых пера. Намёт на щите голубой, подложенный золотом. Герб Бобкова внесён в Часть 1 Общего гербовника дворянских родов Всероссийской империи, стр. 120.